# Royal Cat Nap
«Royal Cat Nap» (рус. Кошачья королевская дрёма; Королевский сон; Дайте королю заснуть; Да дайте же королю поспать) — американский мультфильм 1958 года, 111-я из 114 «классических короткометражек» о приключениях Тома и Джерри. Мышонка Таффи озвучила двенадцатилетняя Франсуа Брун-Коттан (на французском языке). Мультфильм был снят в формате CinemaScope. Мультфильм создан в духе «The Two Mouseketeers» (Два мышкетёра).

## Сюжет
Король спит. На его прикроватном столике стоят сыр, виноград, яблоки, за ними и пробираются мушкетёры: Джерри и Таффи. Последний случайно будит короля и тот в ярости требует кота. Немедленно является Том, которому король ставит ультиматум: ещё один звук — и Том лишается головы. Это слышат мышата, и они начинают издеваться над котом: спокойно хозяйничают на столе, пытаются побить посуду, бросают кнопки под лапы Тому, гремят рыцарскими доспехами. В итоге Том сам будит короля, издав истошный вопль боли — мышата выстрелили ему в зад из арбалета. Король в гневе грозит Тому гильотиной, но тут мыши понимают, что переборщили, и Таффи начинает петь на ухо королю колыбельную «Братец Якоб», от которой тот снова засыпает.
Все трое покидают королевскую опочивальню. Том дружески жмёт мышатам руки, но уже в следующую секунду бросается в бой: «На войне как войне».

## Факты
- Сюжет мультфильма сходится с сюжетом оскароносной серии «Quiet Please!», в котором Спайк угрожает Тому, что раздерёт его на части, если услышит шум, вне зависимости от того, кто его произведет.